# Алфред фон Харах-Рорау-Танхаузен
Алфред Карл фон Харах-Рорау-Танхаузен (на немски: Alfred Karl Graf von Harrach zu Rohrau und Thannhausen; * 9 октомври 1831, Прага; † 5 януари 1914, Опатия) от старата австрийска фамилия фон Харах, е граф на Харах-Рорау и Танхаузен в Щирия.

## Произход
Той е малкият син на граф Франц Ернст фон Харах-Рорау-Танхаузен (1799 – 1884) и съпругата му принцеса Анна фон Лобковиц (1809 – 1881), дъщеря на 7. княз Йозеф Франц фон Лобковиц (1772 – 1816) и принцеса Мария Каролина фон Шварценберг (1775 – 1816). Брат е на политика граф Йохан Непомук Франц (1828 – 1909).

## Фамилия
Алфред Карл фон Харах-Рорау-Танхаузен се жени на 26 юли 1869 г. във Виена за принцеса Анна фон Лобковиц (* 5 април 1847; † 25 ноември 1934), дъщеря на принц Лудвиг Йохан Карл Йозеф фон Лобковиц (1807 – 1882) и принцеса Леополдина Мария Каролина Франциска Габриела Елеонора Йозефа фон Лихтенщайн (1815 – 1899). Те имат 5 деца:
- Франц Мария Алфред (* 26 юли 1870, Траункирхен; † 14 май 1937, Жихлава (Иглау), Моравия), женен I. на 29 май 1895 г. във Виена за графиня Габриела фон Кевенхюлер-Меч (* 15 ноември 1874, Фронсбург, Долна Австрия; † 12 септември 1896, Баден при Виена), II. на 30 юни 1902 г. във Виена за Сара фон Хоенлое-Валденбург-Шилингфюрст (* 4 декември 1880; † 10 юни 1908), III. на 1 февруари 1910 г. в Зеефелд за Алица Луиза Мария фон Хардег-Глац-Махеланде (* 10 юли 1879, Грос-Харас; † 10 февруари 1962, Ашах); има общо три дъщери
- Леополдина Мария Тита Анна (* 4 януари 1872, Виена; † 30 юли 1917, Бърно), омъжена на 26 ноември 1892 г. във Виена за Ото Серени де Кис-Серени (* 21 септември 1855; † 27 декември 1927, Бърно)
- Лудвиг (* 15 декември 1873; † 25 март 1874)
- Лудвига Мария (* 1 октомври 1876, Ашах; † 1 юни 1942, Бърно), омъжена на 19 септември 1905 г. във Виена за Филип Хуго Вамболт фон Умщат (* 1 януари 1881, Ашафенбург; † 8 март 1946, Регенсбург)
- Мариана/Мария Анна Йохана Паула (* 26 юни 1880, Ашах; † 5 ноември 1912, Шпринценщайн), омъжена на 26 април 1904 г. в Ашах за Максимилиан фон и цу Шпринценщайн и Нойхауз (* 17 февруари 1881, Линц; † 6 септември 1970, Шпринценщайн)